# 内瑟塔尔
内瑟塔尔（德語：Nessetal，發音：[ˈnɛsəˌtaːl]，意为“内瑟河谷”）是德国图林根州哥达县的市镇，面积91.53平方千米，2023年12月31日人口为7,771人。该市镇于2019年1月1日由市镇巴尔施泰特、布吕海姆、布夫莱本、腓特烈斯韦特、戈尔德巴赫、海纳、霍赫海姆、雷姆施泰特、旺根海姆、瓦尔察和韦斯特豪森合并而成。